# Guitar Man (Bread)
| Recensione              | Giudizio   |
| ----------------------- | ---------- |
| AllMusic                | [ 1 ]      |
| Sputnikmusic            | 3.2 (Good) |
| Dizionario del Pop-Rock | [ 3 ]      |

Guitar Man è il quinto album in studio del gruppo rock statunitense Bread, pubblicato nell'ottobre del 1972.
L'album ottenne la certificazione di disco d'oro (500 000 copie vendute) il 21 novembre del 1972 da parte della RIAA.
Il disco raggiunse la diciottesima posizione della chart statunitense The Billboard 200, mentre i singoli contenuti nell'album si piazzarono nella classifica di The Billboard Hot 100 con: Guitar Man (#11), Aubrey (#15) e Sweet Surrender (#15).

## Tracce
Lato A
1. Welcome to the Music – 2:58 (David Gates)
2. The Guitar Man – 3:55 (David Gates)
3. Make It by Yourself – 3:48 (David Gates, James Griffin)
4. Aubrey – 3:38 (David Gates)
5. Fancy Dancer – 3:31 (James Griffin, Mike Botts)
6. Sweet Surrender – 2:35 (David Gates)

Lato B
1. Tecolote – 4:34 (David Gates)
2. Let Me Go – 3:26 (James Griffin, Robb Royer)
3. Yours for Life – 3:20 (David Gates)
4. Picture in Your Mind – 4:40 (Larry Knechtel)
5. Don't Tell Me No – 3:33 (James Griffin, Robb Royer)
6. Didn't Even Know Her Name – 3:09 (David Gates)

## Formazione
- David Gates - chitarra, basso, moog, violino
- James Griffin - chitarra, pianoforte
- Larry Knechtel - pianoforte, basso, organo, armonica, chitarra, tastiere
- Larry Knechtel - chitarra solista (brano: The Guitar Man)
- Mike Botts - batteria, percussioni

Note aggiuntive
- David Gates - produttore, arrangiamenti
- James Griffin - produttore associato
- Registrazioni effettuate al Elektra Sound Recorders di Los Angeles, California
- Armin Steiner - ingegnere delle registrazioni
- Fritz Richmond e Ned Forsyth - assistenti ingegnere delle registrazioni
- Bob Ziering - illustrazione copertina album
- Frank Bez - fotografia (dei Bread, interno LP)
- Corirossi - fotografia (uccelli, interno LP)
- Robert L. Heimall - art direction, design album[8]